# Chai (Band)
Chai war eine japanische Band aus Nagoya.

## Geschichte
Die Band wurde 2012 von den Zwillingsschwestern Mana und Kana (Gesang, Gitarre, Bass, Keyboard) zusammen mit ihren Schulkameradinnen Yuna (Schlagzeug) und Yuuki (Bass, Keyboard) gegründet. Die Band entwickelte in ihren Liedern das Konzept des Neo-Kawaii, das gängige Schönheitsideale der japanischen Gesellschaft hinterfragen möchte.
Die Band tourte bereits ab 2013 weltweit, veröffentlichte Singles (2013: Chai, 2017: Boyz Seco Men, Sayonara Complex, 2019: Choose Go, 2020: No more Cake, Donuts if I Do, 2021: Nobody knows we are fun). Anfang 2024 verkündete die Band ihre Auflösung.

## Diskografie
- 2016: ほったらかシリーズ (EP)
- 2017: Sound & Stomach / ボーイズ・セコ・メン (Single, 7inch)
- 2017: ほめごろシリーズ (EP)
- 2017: N.E.O. / Sayonara complex (Single, 7inch)
- 2017: Pink (Album)
- 2018: わがまマニア (EP)
- 2018: Great Job / ウィンタイム (Single)
- 2019: Choose Go! / フューチャー (Single)
- 2019: Punk (Album)
- 2020: No More Cake (Single)
- 2020: Ready Cheeky Pretty (Single)
- 2020: keep on rocking (Single)
- 2020: Chai/Hinds ”United Girls Rock ‘n’ Roll Club” (Single)
- 2020: Donuts Mind If I Do (Single)
- 2020: Plastic Love (Single)
- 2021: Wink (Album)
- 2022: Wink Together (Remix)
- 2023: ジャジャーン (EP, mit Superorganism)
- 2023: Chai (Album)[1]